# João Pina
João Alexandre Ferreira de Pina (ur. 13 lipca 1981) – portugalski judoka, dwukrotny mistrz Europy.
Największym sukcesem zawodnika jest złoty medal mistrzostw Europy z Wiednia (2010) w kategorii do 73 kg, który uzyskał pokonując w finale reprezentanta Rosji Batradza Kaitmazowa. Rok później, w Stambule, obronił złoty medal po wygranej w finale z Muratem Kodzokowem z Rosji.